# Санный спорт на зимних Олимпийских играх 2014 — эстафета
Соревнования по санному спорту в эстафете на зимних Олимпийских играх 2014 года прошли 13 февраля на санно-бобслейной трассе «Санки» с участием команд из 12 стран. Медали в данной дисциплине в рамках зимних Олимпийских игр разыгрывались впервые.
Сборная Германии, спортсмены которой в предыдущие дни Игр в Сочи выиграли золотые медали во всех трёх дисциплинах (Феликс Лох и Натали Гайзенбергер — на одноместных санях, Тобиас Вендль и Тобиас Арльт — на двухместных), в эстафете также подтвердили своё превосходство над соперниками, показав лучшее время во всех трёх заездах и в сумме на 1,03 секунды опередив серебряного призёра — сборную России. Бронзовую медаль завоевала команда Латвии.

## Медалисты
| Золото                                                                     | Серебро                                                                                | Бронза                                                             |
| Германия · Натали Гайзенбергер · Феликс Лох · Тобиас Вендль / Тобиас Арльт | Россия · Татьяна Иванова · Альберт Демченко · Александр Денисьев / · Владислав Антонов | Латвия · Элиза Тирума · Мартиньш Рубенис · Андрис Шицс / Юрис Шицс |

## Расписание
Время МСК (UTC+4).
| День   | Дата                | Старт |
| ------ | ------------------- | ----- |
| День 6 | Четверг, 13 февраля | 20:15 |

## Результаты
| Место | Номер | Команда          | Спортсмены                                                              | Время                | Суммарное время | Отставание |
| ----- | ----- | ---------------- | ----------------------------------------------------------------------- | -------------------- | --------------- | ---------- |
| 1     | 10    | Германия         | Натали Гайзенбергер Феликс Лох Тобиас Вендль и Тобиас Арльт             | 54,095 55,639 55,915 | 2:45,649        | 0,000      |
| 2     | 7     | Россия           | Татьяна Иванова Альберт Демченко Александр Денисьев и Владислав Антонов | 54,429 55,775 56,475 | 2:46,679        | +1,030     |
| 3     | 6     | Латвия           | Элиза Тирума Мартиньш Рубенис Андрис Шицс и Юрис Шицс                   | 54,745 56,048 56,502 | 2:47,295        | +1,646     |
| 4     | 11    | Канада           | Алекс Гоф Самуэль Эдни Тристан Уокер и Джастин Снит                     | 54,643 56,197 56,555 | 2:47,395        | +1,746     |
| 5     | 9     | Италия           | Сандра Гаспарини Армин Цоггелер Кристиан Оберштольц и Патрик Грубер     | 54,823 56,039 56,558 | 2:47,420        | +1,771     |
| 6     | 8     | США              | Эрин Хэмлин Кристофер Маздзер Кристиан Никкам и Джейсон Тердиман        | 54,338 56,245 56,972 | 2:47,555        | +1,906     |
| 7     | 12    | Австрия          | Мириам Кастлунгер Вольфганг Киндль Андреас Лингер и Вольфганг Лингер    | 55,596 56,434 56,447 | 2:48,477        | +2,828     |
| 8     | 3     | Польша           | Наталия Войтусцишин Мацей Куровский Патрик Поремба и Кароль Микрут      | 54,937 56,737 58,079 | 2:49,753        | +4,104     |
| 9     | 4     | Чехия            | Вендула Котенова Ондржей Гиман Лукаш Брож и Антонин Брож                | 55,600 56,926 57,279 | 2:49,805        | +4,156     |
| 10    | 5     | Словакия         | Вера Гбурова Йозеф Нинис Мариан Земаник и Йозеф Петрулак                | 55,757 56,472 57,936 | 2:50,165        | +4,516     |
| 11    | 2     | Украина          | Елена Шхумова Андрей Кись Александр Оболончик и Роман Захаркив          | 55,671 56,882 58,502 | 2:51,055        | +5,406     |
| 12    | 1     | Республика Корея | Сын Юн Рюн Ким Дон Хён Пак Чин Ён и Чо Джун Мун                         | 56,174 57,986 58,469 | 2:52,629        | +6,980     |